# Ernst Frick (piłkarz)
Ernst Frick (ur. ?, zm. ?) – szwajcarski piłkarz, reprezentant kraju. 

## Kariera klubowa
Flick w latach 1930–1931 reprezentował barwy drużyny FC Blue Stars Zürich. Zespół ten grał na poziomie Nationalligi, najwyższej klasy rozgrywkowej w Szwajcarii. Od 1933 do 1935 grał w drugoligowym FC Luzern. Podczas gry w Lucernie otrzymał powołanie na Mistrzostwa Świata 1934. 
| Sezon   | Klub                 | Kraj       | Rozgrywki    | Mecze | Bramki |
| ------- | -------------------- | ---------- | ------------ | ----- | ------ |
| 1930/31 | FC Blue Stars Zürich | Szwajcaria | Nationalliga |       |        |
| 1931/32 |                      |            |              |       |        |
| 1932/33 |                      |            |              |       |        |
| 1933/34 | FC Luzern            | Szwajcaria | 1. Liga      |       |        |
| 1934/35 | FC Luzern            | Szwajcaria | 1. Liga      |       |        |

## Kariera reprezentacyjna
W 1934 Heinrich Müller, ówczesny selekcjoner reprezentacji Szwajcarii powołał Fricka na Mistrzostwa Świata 1934. Razem z ekipą osiągnął na włoskim turnieju ćwierćfinał, lecz nie zagrał w żadnym ze spotkań. Po mundialu zadebiutował w reprezentacji 4 listopada 1934, w przegranym 2:4 spotkaniu z Holandią. Był to jego jedyny występ w zespole narodowym.
| Mecze i gole w reprezentacji | Mecze i gole w reprezentacji | Mecze i gole w reprezentacji | Mecze i gole w reprezentacji | Mecze i gole w reprezentacji | Mecze i gole w reprezentacji | Mecze i gole w reprezentacji |
| #                            | Data                         | Miasto                       | Przeciwnik                   | Gol                          | Wynik                        | Rozgrywki                    |
| ---------------------------- | ---------------------------- | ---------------------------- | ---------------------------- | ---------------------------- | ---------------------------- | ---------------------------- |
| 1.                           | 04.11.1934                   | Berno                        | Holandia                     |                              | 2:4                          | towarzyski                   |